# Episodi di Lazy Town (seconda stagione)
La seconda stagione della serie televisiva Lazy Town è andata in onda sulla rete islandese Sjónvarpið dal 25 settembre 2006 al 15 ottobre 2007.
In Italia, la stagione è stata trasmessa dal 2007 su Disney Channel e in chiaro su Rai 3 dal 2009 successivamente ripresa su altri canali come Cartoonito fino al 2015
| n° | Titolo originale         | Titolo italiano              | Prima TV Islanda  | Prima TV Italia |
| -- | ------------------------ | ---------------------------- | ----------------- | --------------- |
| 1  | Rockin' Robbie           | Robbie il cantante           | 25 settembre 2006 | 1º gennaio 2007 |
| 2  | Little Sportacus         | Il piccolo Sportacus         | 26 settembre 2006 |                 |
| 3  | Trash Trouble            | Puliamo la città             | 27 settembre 2006 |                 |
| 4  | Double Trouble           | Che bello essere il sindaco  | 28 settembre 2006 |                 |
| 5  | Haunted Castle           | Il castello stregato         | 24 ottobre 2006   |                 |
| 6  | Snow Monster             | Il mostro delle nevi         | 15 dicembre 2006  |                 |
| 7  | The LazyTown Circus      | Il circo di LazyTown         | 12 febbraio 2007  |                 |
| 8  | School Scam              | Il finto professore          | 13 febbraio 2007  |                 |
| 9  | Pixel TV                 | La TV di Pixel               | 15 febbraio 2007  |                 |
| 10 | Friends Forever          | Amici per sempre             | 16 febbraio 2007  |                 |
| 11 | Energy Book              | Il diario dell'energia       | 6 maggio 2007     |                 |
| 12 | Birthday Surprise!       | Sorprese di compleanno       | 12 maggio 2007    |                 |
| 13 | LazyTown Goes Digital    | LazyTown diventa digitale    | 20 maggio 2007    |                 |
| 14 | The Lazy Genie           | Un genio a LazyTown          | 21 giugno 2007    |                 |
| 15 | Once Upon a Time         | C'era una volta              | 5 agosto 2007     |                 |
| 16 | The Lazy Rockets         | La gara di LazyTown          | 12 agosto 2007    |                 |
| 17 | Dancing Dreams           | Sognare di danzare           | 1º ottobre 2007   |                 |
| 18 | Sportacus Saves the Toys | Sportacus salva i giocattoli | 15 ottobre 2007   |                 |